# 5579 Uhlherr
Az 5579 Uhlherr (ideiglenes jelöléssel 1988 JL) egy kisbolygó a Naprendszerben. Carolyn és Gene Shoemaker fedezte fel 1988. május 11-én.